# Lukáš Mihalák
Lukáš Mihalák někde uváděný jako Lukáš Michalák (7. října 1908, Ždiar - 24. listopadu 1988), byl československý lyžař-běžec na lyžích slovenské národnosti. Spolu s Ladislavem Trojákem byli prvními slovenskými zimními olympioniky.

## Sportovní kariéra
Na IV. ZOH v Garmisch-Partenkirchen 1936 skončil v běhu na lyžích na 18 km na 10. místě. V běhu na 50 km zlomil lyži a závod, ve kterém byl na 7. místě, nedokončil. Ve štafetě na 4x10 km skončil v družstvu s Cyrilem Musilem, Gustlem Berauerem a Františkem Šimůnkem na pátem místě.
Na mistrovství světa v klasickém lyžování 1935 ve Vysokým Tatrách skončil v závodě na 50 km na 20. místě, když startoval jako první a ve špatném počasí projížděl stopu.